# Nassauvia
Nassauvia Comm. ex Juss., 1789 è un genere di piante angiosperme dicotiledoni della famiglia delle Asteraceae.

## Descrizione

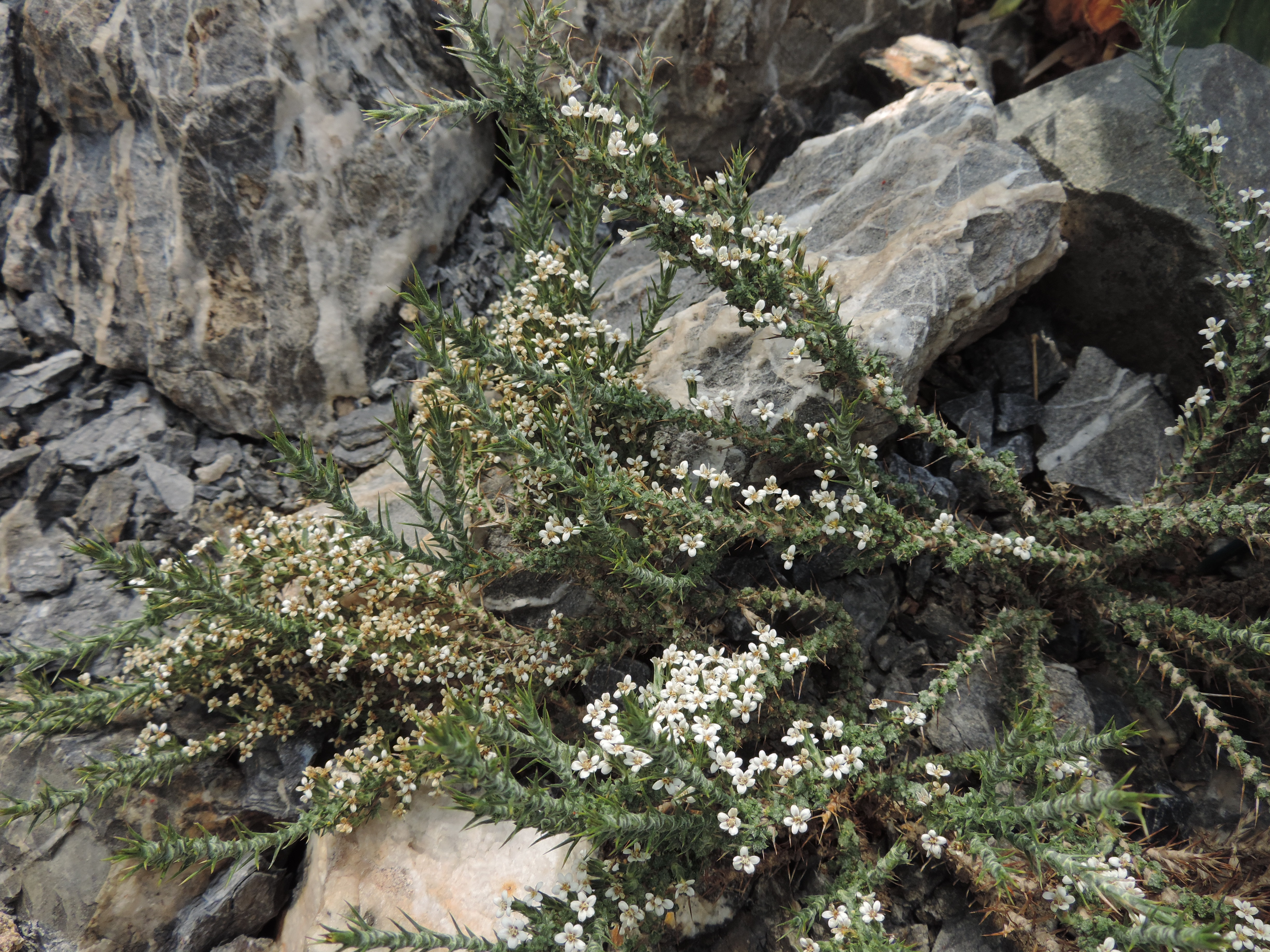
Il portamento
Nassauvia glomerulosa

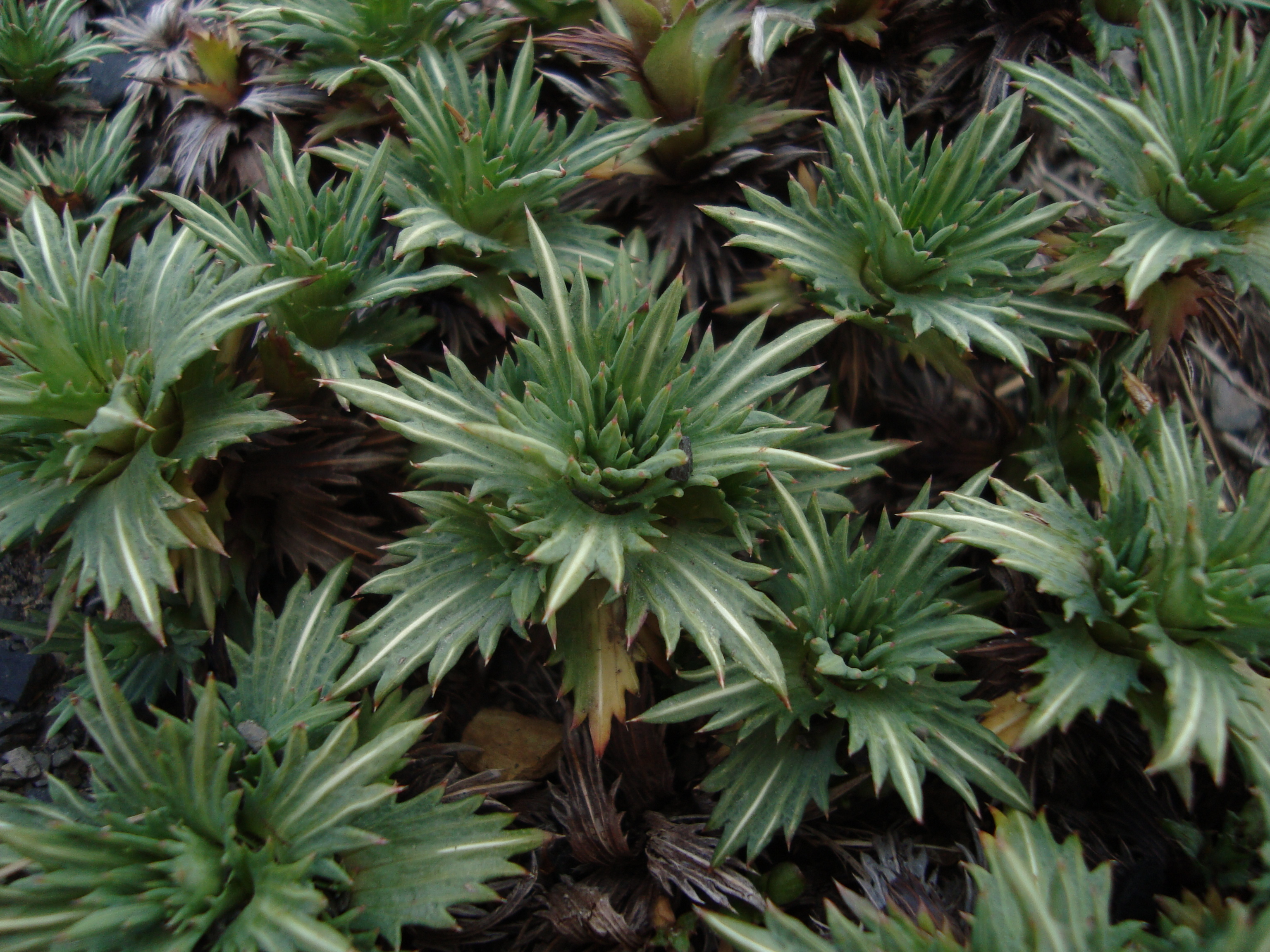
Le foglie
Nassauvia magellanica

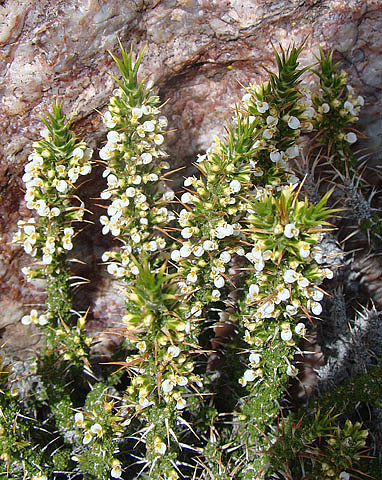
Infiorescenza
Nassauvia ulicina

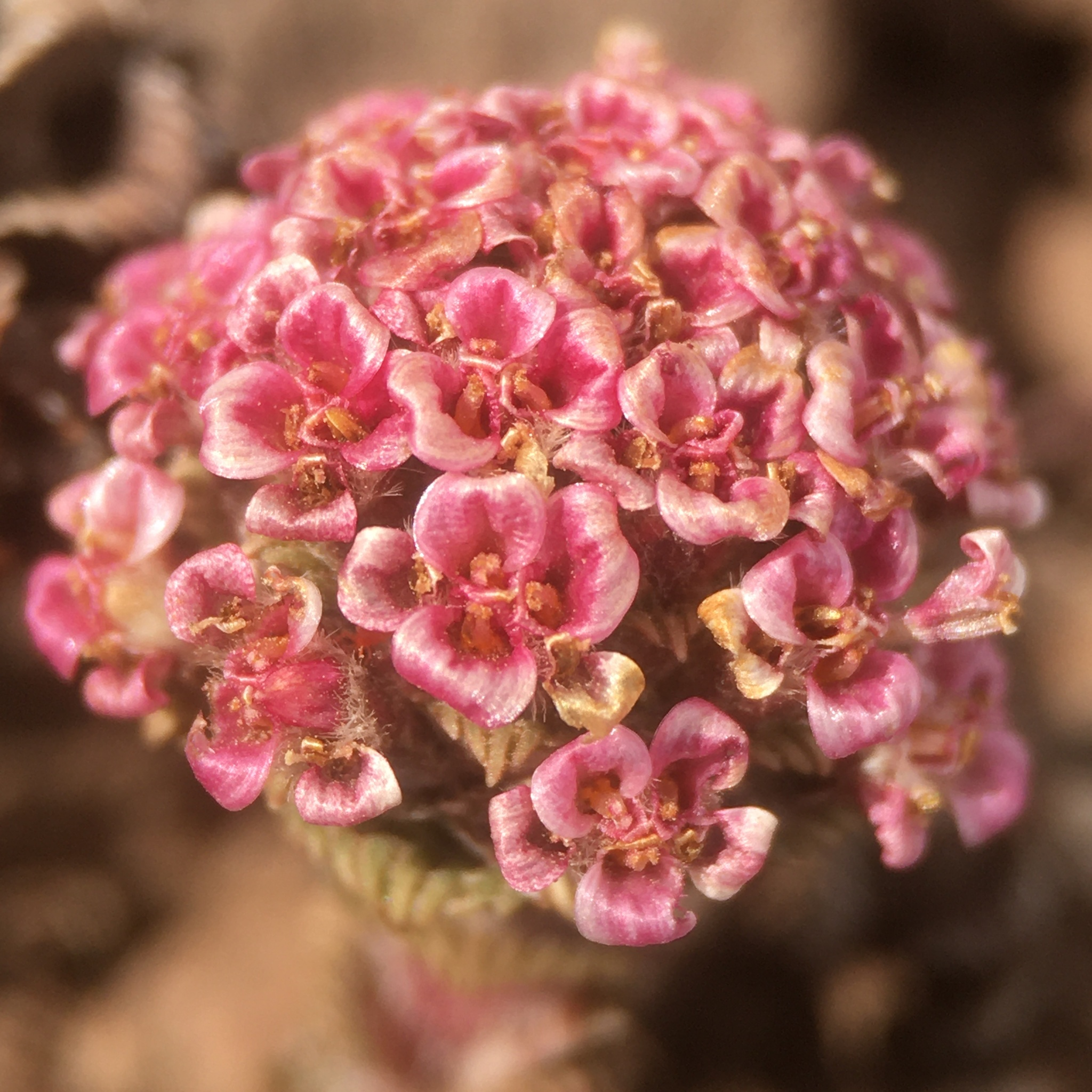
I fiori
Nassauvia lagascae

Le specie di questo gruppo hanno un habitus erbaceo perenne, subarbustivo o arbustivo; spesso presentano un aspetto compatto e cespitoso. Sono prive di lattice.
Le foglie lungo il caule sono disposte in modo alternato e sono sessili. La lamina fogliare è ovata, lanceolata, raramente spatolata; i bordi sono interi, dentati o spinosi.
Le infiorescenze sono composte da capolini raccolti in dense formazioni terminali; talvolta le formazioni sono globulari; raramente i capolini sono solitari. I capolini, sessili o sub-sessili, sono omogami e sono formati da un involucro a forma cilindrica composto da brattee (o squame) all'interno delle quali un ricettacolo fa da base ai fiori. Le brattee, simili a foglie, disposte su 2 serie in modo embricato sono di vario tipo e consistenza. Il ricettacolo a forma più o meno piatta è nudo (senza pagliette).
I fiori sono tetraciclici (a cinque verticilli: calice – corolla – androceo – gineceo) e in genere pentameri (ogni verticillo ha 5 elementi). I fiori, pochi (massimo 5), sono omomorfi (a forme tutte uguali), ermafroditi e fertili.
- Formula fiorale:

*/x K {\displaystyle \infty }, [C (5), A (5)], G 2 (infero), achenio
- Calice: i sepali del calice sono ridotti ad una coroncina di squame.
- Corolla: le corolle sono bilabiate; il labbro esterno ha tre evidenti denti; quello interno due lobi ricurvi. Le corolle sono colorate di bianco, raramente viola-rosato o giallastro.
- Androceo: l'androceo è formato da 5 stami con filamenti liberi e antere saldate in un manicotto circondante lo stilo.[9] Le antere in genere hanno una forma sagittata con appendici apicali acute e margini laciniati. Il collo delle antere è ingrossato, mentre la base è marcatamente ristretta.  Le teche sono calcarate (provviste di speroni) e provviste di code. Il polline normalmente è tricolporato a forma sferica (può essere microechinato).
- Gineceo: il gineceo ha un ovario uniloculare infero formato da due carpelli.[9] Lo stilo è unico e con due stigmi. Alla base è presente un nodo, glabro. Gli apici degli stigmi sono lineari, troncati e sono ricoperti da piccole papille o in qualche caso da peli penicillati. L'ovulo è unico e anatropo.

I frutti sono degli acheni con pappo. La forma degli acheni è obovata o spiraleggiante; le pareti sono ricoperte da coste (raramente sono presenti dei rostri) e sono glabre (o eventualmente setolose). Il carpoforo (o carpopodium) è uno stretto anello o corto cilindro oppure è assente. Il pappo (raramente è assente) è formato da setole (o poche scaglie) disposte su una serie, sono barbate o piumose del tutto o a volte sono subpiumose solo apicalmente, ed è direttamente inserito nel pericarpo o connato in un anello parenchimatico posto sulla parte apicale dell'achenio.

## Biologia
- Impollinazione: l'impollinazione avviene tramite insetti (impollinazione entomogama tramite farfalle diurne e notturne).
- Riproduzione: la fecondazione avviene fondamentalmente tramite l'impollinazione dei fiori (vedi sopra).
- Dispersione: i semi (gli acheni) cadendo a terra sono successivamente dispersi soprattutto da insetti tipo formiche (disseminazione mirmecoria). In questo tipo di piante avviene anche un altro tipo di dispersione: zoocoria. Infatti gli uncini delle brattee dell'involucro si agganciano ai peli degli animali di passaggio disperdendo così anche su lunghe distanze i semi della pianta.

## Distribuzione e habitat
Le specie di questo gruppo sono distribuite nel Sudamerica (Argentina, Bolivia, Cile e Isole Falkland).

## Tassonomia
La famiglia di appartenenza di questa voce (Asteraceae o Compositae, nomen conservandum) probabilmente originaria del Sud America, è la più numerosa del mondo vegetale, comprende oltre 23.000 specie distribuite su 1.535 generi, oppure 22.750 specie e 1.530 generi secondo altre fonti (una delle checklist più aggiornata elenca fino a 1.679 generi). La famiglia attualmente (2021) è divisa in 16 sottofamiglie.

### Filogenesi
La sottofamiglia Mutisioideae, nell'ambito delle Asteraceae occupa una posizione "basale" (si è evoluta precocemente rispetto al resto della famiglia) ed è molto vicina alla sottofamiglia Stifftioideae. La tribù Nassauvieae con la tribù Mutisieae formano due "gruppi fratelli" ed entrambe rappresentano il "core" della sottofamiglia.
Il genere Nassauvia descritto da questa voce appartiene alla tribù Nassauvieae. In alcuni studi più recenti (2018) il genere di questa voce risulta appartenere ad un clade (interno alla tribù) formato dai generi Acourtia, Holocheilus, Nassauvia, Perezia e Triptilion. In questo clade Nassauvia occupa una posizione relativa al "core" del gruppo (si è evoluto per ultimo) e con il genere Triptilion forma un "gruppo fratello" (in altre ricerche risulta annidato all'interno di Nassauvia, rendendo quest'ultimo genere parafiletico).
I caratteri distintivi per le specie di questo genere sono:
- il portamento è erbaceo, arbustivo e sub-arbustivo;
- le foglie sono embricate;
- la corolla è bilabiata;
- i rami dello stilo sono incoronati da papille;
- il pappo in genere è ristretto e formato da scaglie.

Il numero cromosomico delle specie di questo genere è: 2n = 22, 44 (e 88).
Il genere Calopappus Meyen, precedentemente considerato come genere, attualmente è descritto all'interno del genere Nassauvia.

### Elenco specie
Questo genere comprende le seguenti 40 specie:
- Nassauvia acerosa Wedd.
- Nassauvia aculeata  Poepp. & Endl.
- Nassauvia ameghinoi  Speg.
- Nassauvia argentea  Phil.
- Nassauvia argyrophylla  Speg. ex Hosseus
- Nassauvia axillaris  D.Don
- Nassauvia chubutensis  Speg.
- Nassauvia coronipappa  Arroyo & Martic.
- Nassauvia cumingii  Hook. & Arn.
- Nassauvia darwinii  O.Hoffm. & Dusén
- Nassauvia dentata  Griseb.
- Nassauvia digitata  Wedd.
- Nassauvia dusenii  O.Hoffm.
- Nassauvia falklandica  R.Upson & D.J.N.Hind
- Nassauvia fuegiana  Cabrera
- Nassauvia gaudichaudii  Cass.
- Nassauvia glomerata  Wedd.
- Nassauvia glomerulosa  D.Don
- Nassauvia hillii  Cabrera
- Nassauvia juniperina  Skottsb.
- Nassauvia lagascae  F.Meigen
- Nassauvia latissima  Skottsb.
- Nassauvia looseri  Cabrera
- Nassauvia maeviae  Cabrera
- Nassauvia magellanica  J.F.Gmel.
- Nassauvia pentacaenoides  Speg.
- Nassauvia pinnigera  D.Don
- Nassauvia planifolia  Wedd.
- Nassauvia pulcherrima  Cabrera
- Nassauvia pygmaea  Hook.f.
- Nassauvia pyramidalis  Meyen
- Nassauvia ramosissima  DC.
- Nassauvia revoluta  D.Don
- Nassauvia ruizii  Cabrera
- Nassauvia sceptrum  Dusén
- Nassauvia serpens  d'Urv.
- Nassauvia sprengelioides  DC.
- Nassauvia sublobata  Cabrera
- Nassauvia ulicina  Macloskie
- Nassauvia uniflora  Hauman

### Sinonimi
Sono elencati alcuni sinonimi per questo genere:
- Acanthophyllum Hook. & Arn.
- Calopappus  Meyen
- Caloptilium  Lag.
- Mastigophorus  Cass.
- Panargyrum  D.Don
- Panargyrus  Lag.
- Portalesia  Meyen
- Strongyloma  DC.
- Strongylomopsis  Speg.
- Triachne  Cass.
- Trianthus  Hook